# Mario Clavell
Miguel Mario Clavell (9 de outubro de 1922 - Buenos Aires, 10 de março de 2011) foi um popular cantor, escritor, compositor e ator de cinema argentino. Ele se consagrou com canções como "Abrázame así", "Somos" e "Quisiera ser".